# Лиловый шар (повесть)
«Лило́вый шар» — детская фантастическая повесть Кира Булычёва, входящая в цикл «Приключения Алисы». Написана в 1982 году и впервые опубликована в газете «Пионерская правда» за 1983 (№ 91-93, 95-97, 99-102, 104) и 1984 (№ 1, 2) года.

## Сюжет
Конец XXI века. К Земле приближается необычная планета Бродяга. На неё посылают научную экспедицию, в которую входят Громозека, профессор Селезнёв и Алиса. Выясняется, что Бродяга — искусственная планета, летящая вне звёздных систем по своей замкнутой орбите и представляющая собой полую сферу с искусственным солнцем в центре и гравитацией, направленной наружу. На бродяге обнаруживаются остатки давно заброшенных поселений, но все обитатели Бродяги давно мертвы, за исключением редкой флоры и фауны, отличающейся огромной агрессивностью. По оставленным артефактам учёные выясняют, что жители Бродяги погибли из-за непонятной междоусобицы — они так хотели уничтожить друг друга, что сначала применяли мощное оружие, а когда оно закончилось, то перешли постепенно к самому примитивному.
Учёные находят архив планеты и выясняют, что Бродяга является межзвёздным ковчегом, который 30 тысяч лет назад построила высокоразвитая миролюбивая раса, чья планета располагалась на краю Галактики и была уничтожена взорвавшимся солнцем их системы. Жители этой планеты успели вовремя переселиться на Бродягу, после чего та была искусственным взрывом запущена в сторону центра Галактики. Через три тысячи лет Бродяга добралась до системы, в которой была обитаемая планета, пригодная для жизни, но на ней шли междоусобные войны, о чём высокоразвитые обитатели Бродяги и не подозревали — они слепо верили в гуманизм и считали такие вещи просто невозможными. Один из царей планеты, Безн, захватил разведывательный корабль с Бродяги, а потом и саму планету, превратив уцелевших обитателей в рабов. Он хотел установить Бродягу на орбиту вокруг солнца его собственной системы, но при захвате были убиты очень многие инженеры и учёные, которые знали, как управлять Бродягой, из-за чего её полёт продолжился и Безн со своим войском не успели её покинуть. Где-то ещё через тысячу лет Бродяга добралась до Солнечной системы, где её орбита прошла рядом с Землёй. Потомки армии Безна слетали на неё на разведку, чтобы узнать, можно ли на ней обосноваться, но им не понравились её обитатели и неразвитость — по времени это было перед наступлением четвёртого ледникового периода. Однако они знали, что через много лет Бродяга снова будет пролетать рядом с Землёй, поэтому по их приказу единственные оставшиеся в живых учёные Бродяги создали некое устройство, названное «лиловый шар», который был оставлен на Земле — согласно летописям, когда Бродяга снова приблизится к Земле, тот взорвётся и «планета сдастся без боя».
Случайно Алиса находит секретную тюрьму, в которой учёные рабы создали эти лиловые шары. Найдя несколько таких шаров и проведя испытания, учёные выясняют, что в шаре содержится особый газ, названный «вирус вражды» — любое живое существо, которое его вдохнёт, начнёт испытывать неконтролируемое желание убивать ближнего. На это и был расчёт потомков армии Безна — перед прибытием Бродяги шар взорвётся, земляне перебьют друг друга, а захватчики получат высокоразвитую и обустроенную планету. Но по какой-то причине вирус вражды заразил и самих жителей Бродяги.
Герои отправляются на Землю, где их предупреждениям никто не верит, их считают сумасшедшими. На машине времени Алиса и Громозека перемещаются в прошлое, к моменту прилёта «бродяг», рассчитывая найти, где они спрятали шар, и обезвредить его. В Эпоху Легенд, в которой оказываются Алиса и Громозека, на Земле обитали колдуны, драконы и прочие волшебные существа, память о которых сохранилась лишь в сказках. Алиса встречается там со своим знакомым, мальчиком Герасиком, и вместе с ним отправляется на поиски пришельцев и шара. Пережив несколько опасных приключений, герои добывают шар, и знакомый Алисы, волшебник Оох, чтобы избавиться от опасного предмета, силой колдовства забрасывает его на Солнце.

## Персонажи
- Алиса Селезнёва
- Профессор Селезнёв
- Громозека
- Иван Иванович — директор Заповедника сказок
- Герасик — мальчик из эпохи легенд.
- Дурында — говорящая ворона из эпохи легенд
- Змей Горыныч — трёхголовый дракон, живёт в Заповеднике сказок
- Долгожеватель — шестиголовый дракон, дядя Горыныча, из эпохи легенд
- Баба-Яга
- Людоед
- Разбойники
- Оох (в фильме Ууух) — волшебник из эпохи легенд
- Иванушка Дурачок, или просто Ваня — житель эпохи легенд
- Снегурочка, жена Вани — житель эпохи легенд

## Экранизация
По повести в 1987 году был снят одноимённый кинофильм с Наташей Гусевой в главной роли. Сюжет экранизации во многих деталях отклоняется от повести — планета Бродяга превратилась в легендарный корабль «Чёрный странник», среди персонажей появился капитан корабля «Пегас» Зелёный, носящий имя Алексей (в книгах — Филидор), исключён эпизод в Заповеднике сказок, упрощены приключения героев в прошлом, но добавлена история любви Царевны-лягушки и Зелёного.